# Rhinoclavis vertagus
Rhinoclavis vertagus là một loài ốc biển, là động vật thân mềm chân bụng sống ở biển trong họ Cerithiidae, the ceriths.

## Hình ảnh

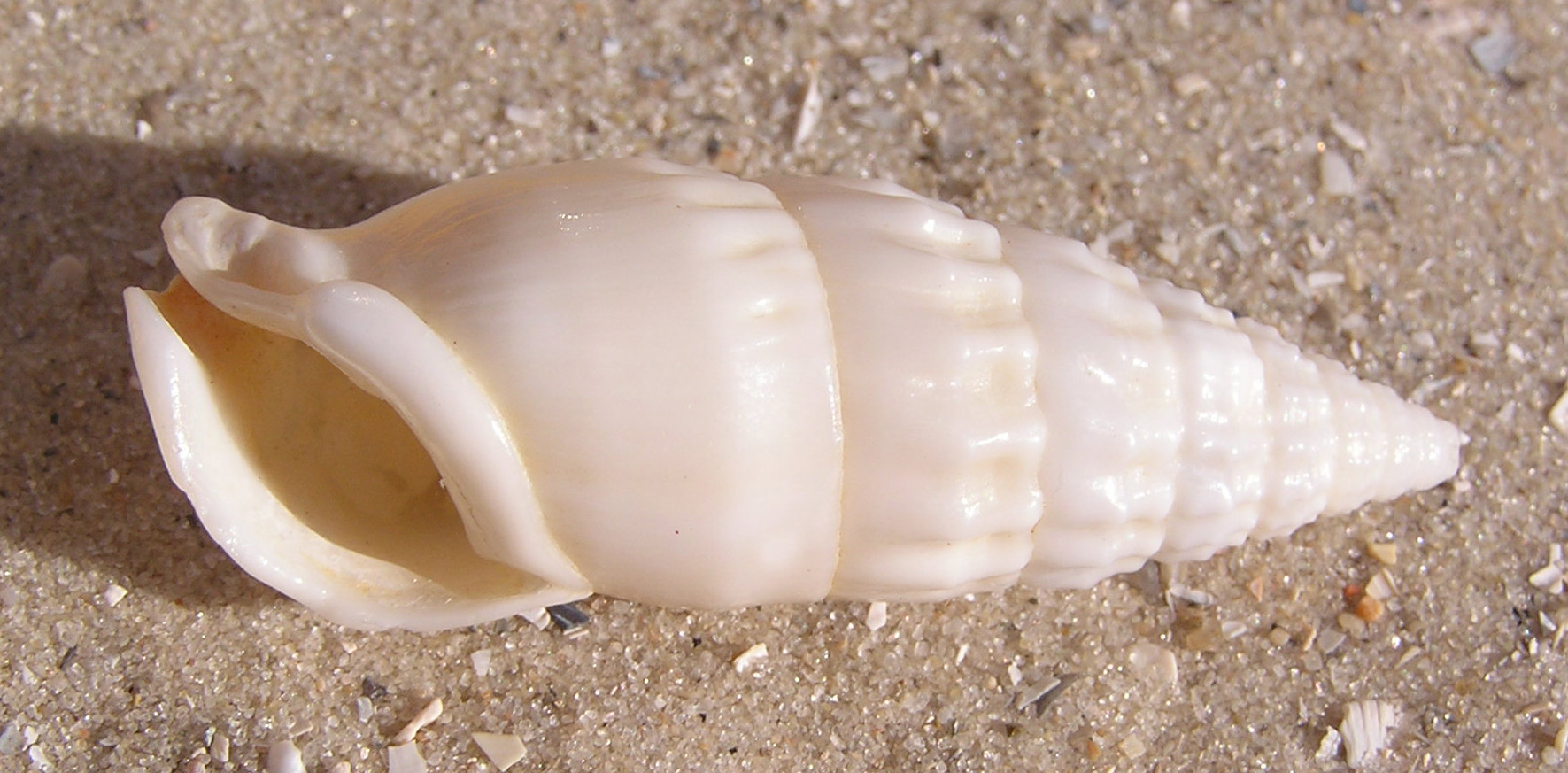
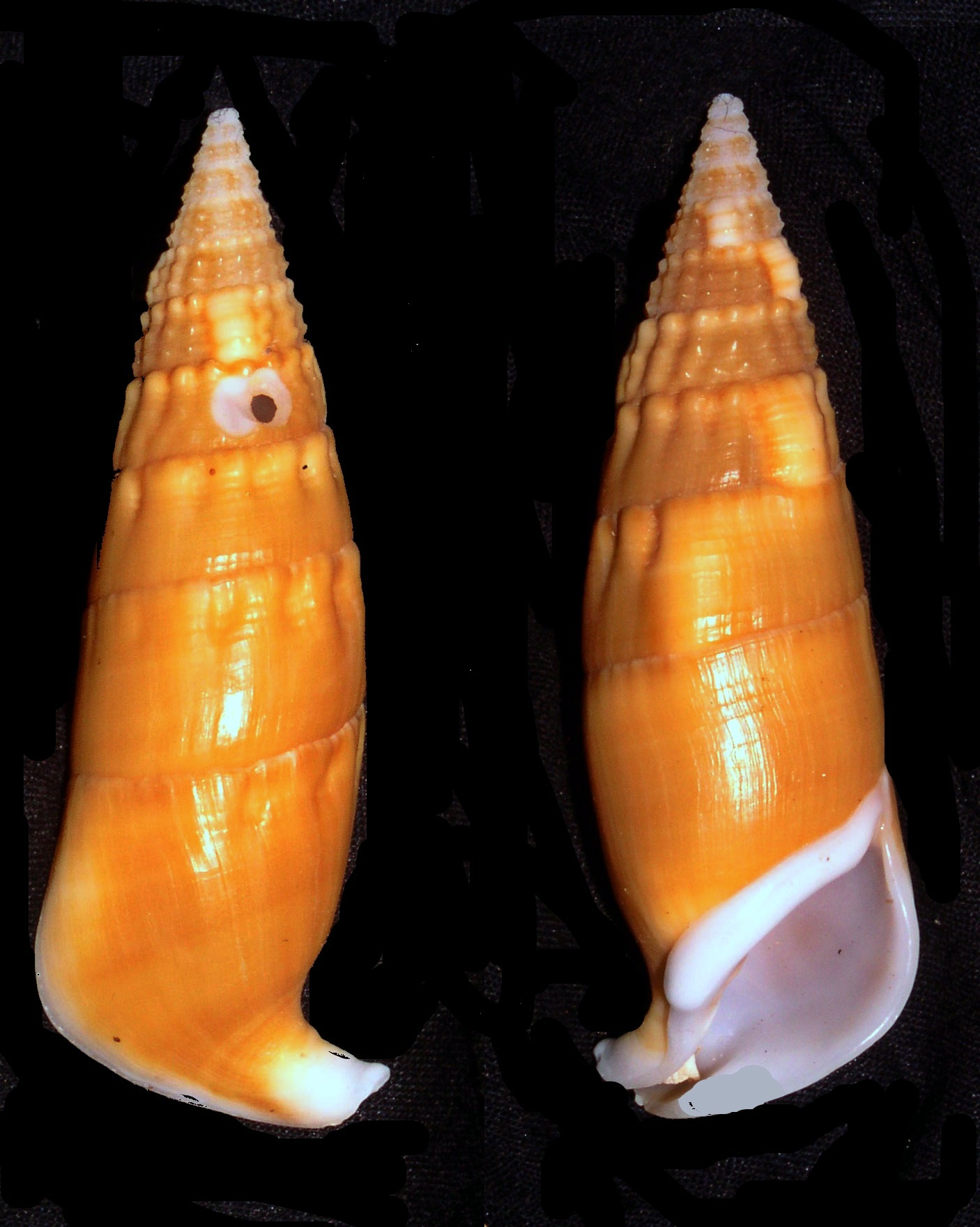

## Phân bố
- Úc, Philippines.[1]